# Ambulyx queenslandi
Ambulyx queenslandi är en fjärilsart som beskrevs av Clark 1928. Ambulyx queenslandi ingår i släktet Ambulyx och familjen svärmare. Inga underarter finns listade i Catalogue of Life.